# Shut Up and Let Me Go
Shut Up and Let Me Go este un cântec interpretat de formația britanică The Ting Tings. Piesa este cel de-al patrulea single extras de pe albumul We Started Nothing.

## Poziții în clasamente
| Clasamentul (2008)                       | Pozițiile ocupate în clasamentele de specialitate |
| ---------------------------------------- | ------------------------------------------------- |
| Belgian (Wallonia) Singles Chart         | 29                                                |
| Belgian (Flanders) Singles Chart         | 31                                                |
| Australian ARIA Singles Chart            | 44                                                |
| Australian ARIA Club Chart               | 22                                                |
| Canadian Hot 100                         | 29                                                |
| Dutch Mega Top 50                        | 17                                                |
| Irish Singles Chart                      | 9                                                 |
| Mexico Top 100                           | 35                                                |
| Swiss Singles Chart                      | 48                                                |
| Turkey Top 20 Chart (Billboard)          | 15                                                |
| UK Singles Chart                         | 6                                                 |
| Ukrainian Singles Chart                  | 6                                                 |
| U.S. Billboard Hot 100                   | 55                                                |
| U.S. Billboard Pop 100                   | 37                                                |
| U.S. Billboard Hot Dance Club Play       | 1                                                 |
| U.S. Billboard Modern Rock Singles Chart | 34                                                |